# Takaaki Nakagami
Takaaki Nakagami (jap. 中上贵晶 Nakagami Takaaki; ur. 9 lutego 1992 r. w Chiba) - japoński motocyklista, który jeździ w Motocyklowych Mistrzostwach Świata w klasie Moto2 dla zespołu Italtrans Racing.

## Kariera
Karierę rozpoczął w wieku 4 lat w klasie japońskiej Begins Pokebai. W latach 1998–2000 wygrywał trzykrotnie klasę All Japan Pokebai. W latach 2001–2006 zdobył 4 mistrzostwa w innych klasach. W Motocyklowych Mistrzostwach Świata zadebiutował 4. listopada 2007 roku wyścigiem klasy 125 cm3 w Walencji, którego nie ukończył. W tej klasie przejeździł jeszcze 2 sezony w teamach I.C. Team (2008) i Ongetta Team I.S.P.A (2009) na motocyklu Aprilii. W sezonie 2008 zajął 24. miejsce, a sezon później 16. miejsce zajmując 5. miejsce we Francji i w Wielkiej Brytanii. W latach 2010–2011 przeszedł do serii All Japan Road Race ST600 Class, którą w 2010 roku wygrał a rok później zajął 8. miejsce. W 2011 roku wystartował w tylko jednym wyścigu Moto2 - w GP Japonii, którego nie ukończył. Do Motocyklowych Mistrzostw Świata na dobre przeszedł w 2012 roku do klasy Moto2 do zespołu Italtrans Racing Team, w którym startuje do dziś. Sezon 2012 ukończył na 15. miejscu, a ostatni sezon na 8. W sezonie 2013 zdobył 148 punktów i 5 wyścigów ukończył na podium. Sezon zaczął od dyskwalifikacji w inauguracji sezonu w Katarze, zaś w następnych wyścigach często zajmował miejsca za pierwszą dziesiątką, co pozwoliło mu zająć w generalce 22. miejsce. W następnym sezonie zmagań Japończyk miał często udane i nieudane starty, ale mimo niepowodzeń w niektórych wyścigach w klasyfikacji końcowej zajął 8. miejsce.

## Statystyki

### Sezony
| Sezon | Klasa | Zespół                   | Motocykl | Typ           | Wyścigi | Wygrane | Podia | PP | Najsz. okr. | Pkt. | Msc. |
| ----- | ----- | ------------------------ | -------- | ------------- | ------- | ------- | ----- | -- | ----------- | ---- | ---- |
| 2007  | 125cc | MotoGP Academy           | Honda    | Honda RS125R  | 1       | 0       | 0     | 0  | 0           | 0    | NC   |
| 2008  | 125cc | I.C. Team                | Aprilia  | Aprilia RS125 | 17      | 0       | 0     | 0  | 0           | 12   | 24   |
| 2009  | 125cc | Ongetta Team I.S.P.A.    | Aprilia  | Aprilia RS125 | 16      | 0       | 0     | 0  | 0           | 43   | 16   |
| 2011  | Moto2 | Italtrans Racing Team    | Suter    | Suter MMXI    | 0       | 0       | 0     | 0  | 0           | 0    | NC   |
| 2012  | Moto2 | Italtrans Racing Team    | Kalex    | Kalex Moto2   | 17      | 0       | 0     | 0  | 0           | 57   | 15   |
| 2013  | Moto2 | Italtrans Racing Team    | Kalex    | Kalex Moto2   | 16      | 0       | 5     | 3  | 0           | 149  | 8    |
| 2014  | Moto2 | Idemitsu Honda Team Asia | Kalex    | Kalex Moto2   | 18      | 0       | 0     | 0  | 0           | 34   | 22   |
| 2015  | Moto2 | Idemitsu Honda Team Asia | Kalex    | Kalex Moto2   | 18      | 0       | 1     | 0  | 0           | 100  | 8    |
| 2016  | Moto2 | Idemitsu Honda Team Asia | Kalex    | Kalex Moto2   | 5       | 0       | 0     | 0  | 0           | 30*  | 11*  |
| Razem | Razem | Razem                    | Razem    | 108           | 0       | 6       | 3     | 0  | 425         | –    |      |

* – sezon w trakcie

### Starty
| Sezon | Klasa | Zespół  | 1       | 2      | 3      | 4      | 5      | 6      | 7       | 8      | 9      | 10     | 11     | 12     | 13     | 14      | 15     | 16     | 17     | 18     | Poz. | Pkt. |
| ----- | ----- | ------- | ------- | ------ | ------ | ------ | ------ | ------ | ------- | ------ | ------ | ------ | ------ | ------ | ------ | ------- | ------ | ------ | ------ | ------ | ---- | ---- |
| 2007  | 125   | Honda   | QAT     | SPA    | TUR    | CHN    | FRA    | ITA    | CAT     | GBR    | NED    | GER    | CZE    | SMR    | POR    | JPN     | AUS    | MAL    | VAL NS |        | NC   | 0    |
| 2008  | 125   | Aprilia | QAT 19  | SPA 15 | POR 19 | CHN NS | FRA 16 | ITA 16 | CAT 22  | GBR 8  | NED NS | GER 18 | CZE NS | RSM 19 | IND NS | JPN 13  | AUS NS | MAL NS | VAL 16 | 24     | 12   |      |
| 2009  | 125   | Aprilia | QAT 20  | JPN 20 | SPA 16 | FRA 5  | ITA 15 | CAT 15 | NED 17  | GER NS | GBR 5  | CZE 19 | IND 9  | RSM 20 | POR 11 | AUS 18  | MAL 11 | VAL 14 |        | 16     | 43   |      |
| 2011  | Moto2 | Suter   | QAT     | SPA    | POR    | FRA    | CAT    | GBR    | NED     | ITA    | GER    | CZE    | IND    | RSM    | ARA    | JPN DNS | AUS    | MAL    | VAL    | NC     | 0    |      |
| 2012  | Moto2 | Kalex   | QAT 14  | SPA 5  | POR 18 | FRA NS | CAT 6  | GBR 19 | NED 12  | GER 20 | ITA 7  | IND 17 | CZE 17 | RSM 11 | ARA 30 | JPN 7   | MAL NS | AUS 10 | VAL NS | 15     | 56   |      |
| 2013  | Moto2 | Kalex   | QAT 3   | AME NS | SPA 4  | FRA NS | ITA NS | CAT 5  | NED DNS | GER 11 | IND 2  | CZE 2  | GBR 2  | RSM 2  | ARA 11 | MAL 8   | AUS 22 | JPN 9  | VAL 13 | 8      | 148  |      |
| 2014  | Moto2 | Kalex   | QAT DSQ | AME 11 | ARG 15 | SPA NU | FRA 16 | ITA 16 | CAT 13  | NED 14 | GER 21 | IND 11 | CZE 19 | GBR 15 | RSM 10 | ARA 15  | JPN 13 | AUS 11 | MAL NU | VAL 14 | 22   | 34   |
| 2015  | Moto2 | Kalex   | QAT 14  | AME 10 | ARG 20 | SPA 17 | FRA 7  | ITA 13 | CAT 20  | NED 13 | GER 7  | IND 9  | CZE 12 | GBR 14 | RSM 3  | ARA 8   | JPN 22 | AUS 4  | MAL 4  | VAL 11 | 8    | 100  |
| 2016  | Moto2 | Kalex   | QAT 14  | ARG 9  | AME 15 | ESP 7  | FRA 5  | ITA 9  | CAT 3   | NED 1  | GER 11 | AUT 7  | CZE    | GBR    | SMR    | ARA     | JPN    | MAL    | AUS    | VAL    | 6    | 169  |

* – sezon w trakcie